# Antoinette van Hoytema
Antoinette van Hoytema (1875-1967) foi uma pintora holandesa.

## Biografia
Hoytema nasceu no dia 6 de dezembro de 1875 em Delft. Ela estudou com Henk Bremmer. Foi membro da Federatie van Verenigingen van Beroeps Beeldende Kunstenaars (Amsterdão), Schilderessenvereniging ODIS, e Kunstenaarsvereniging De Onafhankelijken. O trabalho de Hoytema foi incluído na exposição e venda de 1939 Onze Kunst van Heden (A Nossa Arte de Hoje) no Rijksmuseum em Amsterdão.
Hoytema faleceu no dia 30 de setembro de 1967, em Haia.